# 2012年5月逝世人物列表
2012年逝世人物列表：1月 - 2月 - 3月 - 4月 - 5月 - 6月 - 7月 - 8月 - 9月 - 10月 - 11月 - 12月
2012年5月逝世人物列表，是用于汇总2012年5月期间逝世人物的列表。

## 依日期排序

### 5月1日
- 本齊翁（Benzion），102歲。以色列歷史學家，以色列總理班傑明·內塔尼亞胡（Benjamin Netanyahu）的父親。紐約時報（页面存档备份，存于）

### 5月2日
- 廖文生，41歲。前國大代表、台灣團結聯盟雲林縣黨部前主委，國立虎尾科技大學財務金融系兼任講師，燒炭自殺身亡。聯合報

### 5月4日
- 格連拿馬拉勳爵（Lord Glenamara），99歲，英國工黨政治家，嘗任下議院議員（1951年－1976年）、教育大臣（1968年－1970年）、樞密院議長（1974年－1976年）等職。每日電訊報（页面存档备份，存于）
- 拉希迪·耶堅尼（Rashidi Yekini），48歲。前非洲足球先生、尼日利亞國際賽入球王。明報
- 亞當·亞奇（Adam Yauch），47歲。美國組合Beastie Boys成員，癌症。蘋果日報（页面存档备份，存于）

### 5月5日
- 約翰·貝納多特伯爵（Count Carl Johan Bernadotte of Wisborg），95歲，曾為瑞典王子，因與平民結婚而被剝奪王室頭銜和繼承權。新華社

### 5月6日
- 劉勤章，62歲，桃園縣警察局局長。nownews

### 5月7日
- 高魁元，105歲，中華民國(台灣)陸軍一級上將，曾任國防部總政治作戰部主任，陸軍總司令，國防部參謀總長，國防部部長。中國時報
- 張佳迪，24歲，中國大陸籃球運動員，有「小姚明」之稱。心臟病病逝。重慶晨報
- 王还，96岁，中国语言学家，北京语言大学教授。[1]

### 5月8日
- 张松林，80岁，中国动画家、吉林动画学院院长、中国动画学会副会长兼秘书长，曾执导《没头脑和不高兴》、《西游记》、《三毛流浪记》等动画片，因突发脑梗去世。网易娱乐
- 莫里斯·桑達克（Maurice Bernard Sendak），83歲，美國童書作家。中央廣播電台

### 5月9日
- 維達·沙宣（Vidal Sassoon），84歲，英國髮型設計師。蘋果日報（页面存档备份，存于）

### 5月10日
- 赫斯特·法斯（Horst Faas），79歲，德國籍美聯社攝影記者，1965年及1975年普立茲新聞攝影獎得主。聯合報

### 5月11日
- 李子誦，100歲，香港《文匯報》前社長（1951年─1989年）。明報（页面存档备份，存于）

### 5月13日
- 阿爾薩拉·拉赫馬尼，76歲，阿富汗高級和平委員會成員，被槍殺。俄新社
- 阮志柏，62岁，成都军区副司令员。新華網（页面存档备份，存于）

### 5月14日
- 罗哲文，88歲，中国古建筑学家，被誉为“万里长城第一人”。中新社（页面存档备份，存于）

### 5月15日
- 卡洛斯·富恩特斯（西班牙語：Carlos Fuentes Macías），83歲，墨西哥作家，心臟病逝世。新華社（页面存档备份，存于）
- 吴惠天，69岁，厦门万利达集团董事长，急性胰腺炎去世。台海网（页面存档备份，存于）
- 中原早苗，76岁，日本女演員，導演深作欣二妻子，心臟衰竭逝世。讀賣新聞

### 5月16日
- 邱永漢（日語：邱 永漢），89歲，旅日台灣作家、實業家、經濟評論家，有「日本股神」、「賺錢之神」等封號。曾榮獲日本文學界最重要獎項之一的直木獎。自由時報[永久]

### 5月17日
- 唐娜·桑默（Donna Summer），63岁，美国流行樂歌手，曾五度获得《葛莱美奖》，有“迪斯可皇后”之称。CNN（页面存档备份，存于）

### 5月18日
- （Dietrich Fischer-Dieskau），86歲，德國男中音。BBC（页面存档备份，存于）

### 日期不詳（5月7-19日之間）
- 黃星華，70歲，香港特區政府首任房屋局局長。頭條日報（页面存档备份，存于）

### 5月20日
- 尤金·波利（Eugene Polley），96歲，美國發明家，電視遙控發明人，自然死亡。星島日報、聯合晚報
- 羅賓·吉布（Robin Gibb），62歲，澳洲創作歌手，樂隊比吉斯（Bee Gees）成員，癌症逝世。BBC（页面存档备份，存于）
- 阿卜杜拉·巴塞特·阿里·邁格拉希（阿拉伯語：عبد الباسط محمد علي المقرحي)，60歲，利比亞阿拉伯航空公司前保安主管，洛克比空難主犯，前列腺癌。中央廣播電臺[]

### 5月21日
- 張德喜，60歲，香港病人互助組織聯盟外務副主席。蘋果日報（页面存档备份，存于）
- 大森昭，日本政治家，日本社会党参议院议员（3期），脑肿瘤。（日文）讀賣新聞

### 5月22日
- 胡秀英教授，104歲，香港植物學家，中文大學生命科學學院名譽院士、生物系榮譽高級研究員。香港中文大學生命科學學院（页面存档备份，存于）
- 穆扎法尔·艾哈迈德（Muzaffar Ahmed），79岁，孟加拉国经济学家，自然死亡。（英文）bdnews[]
- 奥蒂斯·克拉克（Otis Clark），109岁，美国塔尔萨种族骚乱（1921年）幸存者。曾任克拉克·盖博和查理·卓别林管家，自然死亡。（英文）Oklahoma's Own（页面存档备份，存于）
- 阿兰·索恩（Alan Thorne），澳大利亚人类学家，曾从事人类多地起源说的研究，阿兹海默病。（英文）PRiME 7

### 5月24日
- 楊華生，94歲，中國滑稽戲泰斗，國家級非物質文化遺產「獨腳戲」傳承人，全國曲藝最高獎「牡丹獎」終身成就獎獲得者，肺部感染。解放日報
- 克拉斯·卡雷爾·法貝爾（Klaas Carel Faber），90歲，荷裔納粹德國戰犯，荷蘭逃犯，腎衰竭。北京晨報

### 5月25日
- 王洪章，83歲，中航工業特飛所第一任所長、水轟5飛機總設計師。中國航空報
- 雷雨田，享壽96歲，曾參與抗日、剿共、滇緬等戰役的泰北地區我僑民重要精神領袖。青年日報

### 5月27日
- 約翰尼·塔皮亞（Johnny Tapia），45歲，美國拳手，五度成為世界拳王。明報

### 5月29日
- 鐸·華森（Doc Watson），89歲，美國傳奇民謠歌手。新浪娛樂（页面存档备份，存于）
- 新藤兼人，100歲，日本電影導演。新浪[]

### 5月30日
- 安德魯·赫胥黎爵士（Sir Andrew Huxley），94歲，英國生理學家與生物物理學家、赫胥黎家族成員，1963年榮獲諾貝爾生理學或醫學獎。每日電訊報（页面存档备份，存于）、衛報（页面存档备份，存于）

### 5月31日
- 林俊德，75歲，中國解放軍少將，中国工程院院士，爆炸力学工程技术专家，為中国兩彈一星功臣。东南網 （页面存档备份，存于）
- 周汝昌，95歲，中国大陸紅學家。光明日報（页面存档备份，存于）
- 石松，70歲，本名秦清志，臺灣藝人，曾主持天天開心、石松講古。ettoday（页面存档备份，存于）、自由時報